# The Boy and the Bridge
The Boy and the Bridge è un film del 1959 diretto da Kevin McClory.